# ماركوس زوساك
ماركوس زوساك (بالإنجليزية: Markus Zusak) (مواليد 23 يونيو 1970 في سيدني)، هو كاتب، وروائي، وكاتب للأطفال أسترالي.

## التعليم
تعلم في جامعة نيو ساوث ويلز.

## أعمال بارزة
من أهم أعماله:
- رواية: سارقة الكتاب.

## جوائز
حصل على جوائز منها:
- جائزة مارغريت أدواردز [الإنجليزية]‏ (2014)
- Deutscher Jugendliteraturpreis [الإنجليزية]‏ (2006)
- Kathleen Mitchell Award [الإنجليزية]‏ (2005)
- Zilveren Zoen  [لغات أخرى]‏.

## وصلات خارجية
- ماركوس زوساك على موقع IMDb (الإنجليزية)
- ماركوس زوساك على موقع قاعدة بيانات الأفلام العربية
- ماركوس زوساك على موقع ألو سيني (الفرنسية)
- ماركوس زوساك على موقع أول موفي (الإنجليزية)
- ماركوس زوساك على موقع قاعدة بيانات الأفلام السويدية (السويدية)
- ماركوس زوساك على موقع قاعدة بيانات الفيلم (الإنجليزية)
- ماركوس زوساك على موقع كينوبويسك (الروسية)